# Пам'ятник Лесі Українці (Київ)
Пам'ятник Лесі Українці в Києві — пам'ятник видатній українській поетесі Лесі Українці у столиці України місті Києві.

## Загальні дані
Пам'ятник Лесі Українці в Києві розташований у середмісті — на Печерську, а саме — на площі її імені між будівлею Центрвиборчкому України та житловою висоткою.
Автори пам'ятника — скульптор Г. Н. Кальченко та архітектор А. Ф. Ігнащенко.

## Опис
Київський пам'ятник Лесі Українці являє собою бронзову постать поетеси заввишки 5 метрів, встановлену на постаменті з чорного лабрадориту. Автор скульптури вдало передав у неживому матеріалі вольову вдачу поетеси, що не кориться обставинам долі, її душевну силу, і водночас ніжність і жіночність.
Пам'ятник оточують спеціально висаджені дерева, привезені з батьківщини поетеси.
Загальна висота пам'ятника становить 10 метрів.

## Історія
Пам'ятник Лесі Українці на площі Лесі Українки не був першим пам'ятником поетесі в українській столиці, адже ще 1965 року було встановлено паркову скульптуру Лесі Українки в Міському саду навпроти Маріїнського палацу роботи скульптора В. З. Бородая та архітектора А. Ф. Ігнащенка. Оскільки паркова скульптура не відповідала задуму вшанування величі поетеси, було ухвалено встановити більший за розмірами й у велелюднішому місці пам'ятник. Відтак, 3 вересня 1973 року було урочисто відкрито пам'ятник Лесі Українці на однойменній площі, що відтоді є головним місцем вшанування поетеси в Києві.
У зв'язку із масштабною забудовою бульвару Лесі Українки в 1990—2000-х роках пам'ятник виявився фактично «вписаним» у закуток між багатоповерховими будівлями, тоді ж було по-новому впорядковано простір біля пам'ятника.

## Галерея

Скульптура поетеси
Пам'ятник, ракурс (на тлі київських висоток)
Пам'ятник, ракурс (на тлі ЦВК України)
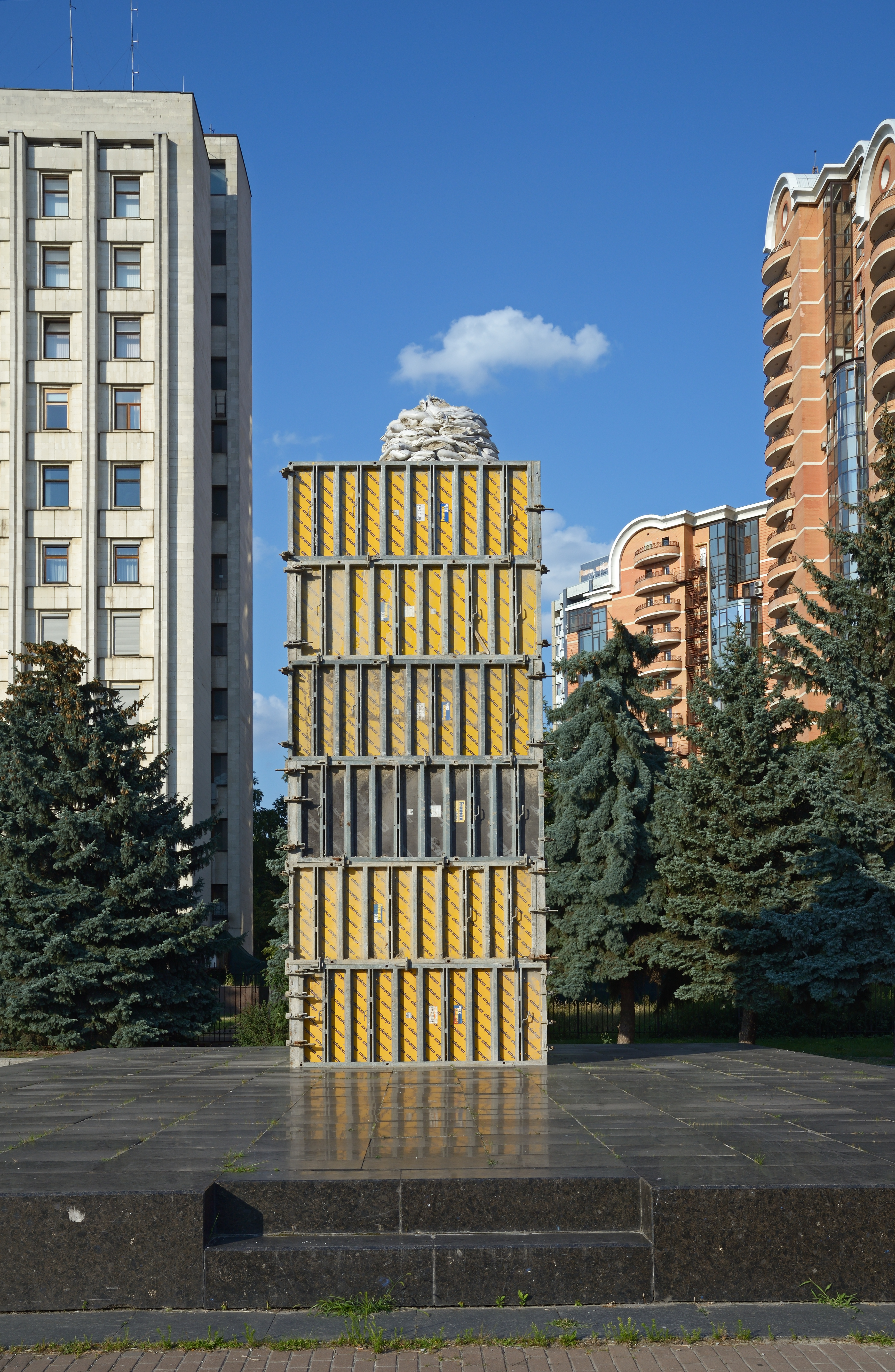
Пам'ятник, укритий від російських обстрілів. Липень, 2022